# Let's Take It to the Stage
Let's Take It to the Stage è il settimo album in studio del gruppo musicale statunitense Funkadelic, pubblicato nel 1975.

## Tracce
Side 1
1. Good to Your Earhole – 4:30 (George Clinton, Grace Cook, Fuzzy Haskins)
2. Better by the Pound – 2:40 (Clinton, Cook)
3. Be My Beach – 2:35 (Clinton, Bootsy Collins, Bernie Worrell)
4. No Head, No Backstage Pass – 2:36 (Clinton, Ron Bykowski)
5. Let's Take It to the Stage – 3:32 (Clinton, Collins, Garry Shider)
6. Get Off Your Ass and Jam – 2:00 (Clinton)

Side 2
1. Baby I Owe You Something Good – 5:43 (Clinton)
2. Stuffs and Things – 2:11 (Clinton, Cook)
3. The Song Is Familiar – 3:05 (Clinton, Collins, Worrell)
4. Atmosphere – 7:05 (Clinton, Shider, Worrell)